# Gaston Strobino
Gaston Maurice „Gal” Strobino (ur. 23 sierpnia 1891 w Büren an der Aare w kantonie Berno w Szwajcarii, zm. 30 marca 1969 w Downers Grove w stanie Illinois) – amerykański lekkoatleta (długodystansowiec), medalista olimpijski z 1912.
Pochodził z włoskiej rodziny. Urodził się w Szwajcarii, a do Stanów Zjednoczonych przybył jako dziecko.
Trenował biegi długie. Początkowo nie udało mu się zakwalifikować do ekipy USA wyjeżdżającej na igrzyska olimpijskie w 1912 w Sztokholmie, ale potem został dołączony do reprezentacji pod warunkiem, że sam pokryje koszty podróży. Na igrzyskach sprawił niespodziankę zdobywając brązowy medal w biegu maratońskim (wyprzedzili go Kenneth McArthur i Christopher Gitsham ze Związku Południowej Afryki). Bieg był rozgrywany w wysokiej temperaturze. Strobino ukończył go z poranionymi, krwawiącymi stopami. Był to jego jedyny bieg maratoński w życiu.
Strobino kontynuował potem karierę biegacza. M.in. zwyciężył w biegu na 10 mil rozegranym w lutym 1913 w Nowym Jorku.